# Puchar Serbii w koszykówce mężczyzn
Puchar Radivoja Koracia (serb. Куп Радивоја Кораћа, Kup Radivoja Koraća) – rozgrywki koszykarskie prowadzone systemem pucharowym, organizowane corocznie przez Serbski Związek Koszykówki. Rozgrywki nazwane są na cześć serbskiej legendy koszykówki, Radivoja Koracia.

## Zwycięzcy
| Sezon   | Zwycięzca     | Wynik      | Finalista     | Hala                     | Data                |
| ------- | ------------- | ---------- | ------------- | ------------------------ | ------------------- |
| 2002–03 | FMP           | 88–67      | Hemofarm      | Čair Sports Center, Nisz | 24–27 kwietnia 2003 |
| 2003–04 | Crvena zvezda | 91–89 (OT) | Reflex (FMP)  | SPC Vojvodina, Nowy Sad  | 25–28 grudnia 2003  |
| 2004–05 | Reflex (FMP)  | 88–84      | Partizan      | Centar Milenijum, Vršac  | 17–20 lutego 2005   |
| 2005–06 | Crvena zvezda | 80–65      | Hemofarm      | Pionir Hall, Belgrad     | 16–19 lutego 2006   |
| 2006–07 | FMP           | 73–61      | Partizan      | Hala Jezero, Kragujevac  | 8–11 lutego 2007    |
| 2007–08 | Partizan      | 73–64      | Hemofarm      | Čair Sports Center, Nisz | 7–10 lutego 2008    |
| 2008–09 | Partizan      | 80–65      | Crvena zvezda | Čair Sports Center, Nisz | 18–21 lutego 2009   |
| 2009–10 | Partizan      | 72–62      | FMP           | Čair Sports Center, Nisz | 18–21 lutego 2010   |
| 2010–11 | Partizan      | 77–73      | FMP           | Železnik Hall, Belgrad   | 9–12 lutego 2011    |
| 2011–12 | Partizan      | 64–51      | Crvena zvezda | Čair Sports Center, Nisz | 16–19 lutego 2012   |
| 2012–13 | Crvena zvezda | 78–69      | Partizan      | Hala Jezero, Kragujevac  | 7–10 lutego 2013    |